# Potvorov
Potvorov (deutsch Potfohre auch Potfuhre) ist eine Gemeinde in der Region Plzeňský kraj in Tschechien.
Das Dorf befindet sich fünf Kilometer nordwestlich von Kralovice am Bach Potvorský potok, in der Mikroregion Kralovicko.

## Geschichte
Bekanntester Eigentümer von Potfohre war Humpold († 1193). Er bewohnte eine Feste, in deren Hof sich die spätromanische Kirche des Hl. Nikolaus befindet, beschützt durch Wälle und Graben. Nach seinem Tod 1193 erbte sein Sohn Dětleb den Hof mit der Kirche; nach dessen Tod ging das Vermögen an Kuna († 1204) mit seiner streng gläubigen Frau Agnes († nach 1214) über. Diese schenkte 1193 dem Kloster Plaß unter anderem das Dorf Rybnitz und nach dem Tod ihres Mannes 1204 weitere Ländereien. 1214 begab sie sich auf Wallfahrt ins Gelobte Land, aus der sie nicht mehr zurückkehrte.
Potfohre ging an das Geschlecht der Hrabischitzer über, die sich vor allem unter Kojata IV. von Hrabischitz um den endgültigen Ausbau der Kirche verdient machten. Den Ort erhielt seine Nichte Euphemie als Hochzeitsgeschenk. Damit gingen die Ländereien in die Hände des Herren Idík von Schwabenitz. Etwa 1241 tauschte Idik die Hälfte gegen Sedlec bei Pilsen ein, die zweite Hälfte schenkte er 1281 dem Orden der Beschützer des Gottesgrabes auf Zderaz in Prag, einer Gründung der Hrabischitzer aus dem 12. Jahrhundert. Die Teilung des Dorfes hielt über Jahrhunderte an.
Nach dem Tod des Königs Ottokar II. kam es in Böhmen zum Nachfolgekrieg zwischen den Böhmen und den Brandenburgern. Beide Eigentümer des Dorfes, Propst Peter von Zderaz und Abt Gerhard von Plaß einigten sich nach einigen Auseinandersetzungen schließlich darauf, dass die befestigte Kirche Angehörigen und Untertanen beider Klöster Schutz bieten sollte. Die Lehensmänner des Konvents von Zderaz bewohnten danach das obere Stockwerk der Kirche, das untere war Untertanen des Abts von Plaß vorbehalten.
1323 wurde in der Confirmatio des Königs Johann von Luxemburg festgehalten, dass Johann Kloster Zderaz und Vschebor von Schwabenitz das Dorf mit der Feste und dem Patronat der Kirche sowie die Nachbargemeinden Sedlec, Bukovina und Remeschin übereignet bekamen.
Vor der Zeit der Hussitenkriege stand im Ort ein weiterer Hof. František Polcar erwähnte Ambros von Potfohre, einen Hussitenhauptmann, dessen Domizil während der Hussitenkriege abbrannte.
1420 erhielten Hanusch und Friedrich († 1423) von Kolowrat von König Sigismund für ihre treuen Dienste gegenüber der Krone Potfohre, Kralovice und weitere Orte geschenkt. Der Propst des Prager Kapitels und erzbischöfliche Verwalter Hanusch II. von Kolowrat kaufte 1480 dem Kloster Plaß dessen ehemals gehörende Hälfte und weitere Ländereien zurück. Die zweite Hälfte erhielt sein Sohn Albrecht von Kolowrat, der sie 1485 dem Jetřich Bezdružický von Kolowrat übereignete. Dessen Sohn Jan Bezdružický von Kolowrat, Vormund des minderjährigen Jetřich II. Bezdružický von Kolowrat verpfändete Potfohre an Nikolaus Svitak von Landstein.
König Ferdinand übergab 1531 das inzwischen verlassene Kloster des Gottesgrabes in Zderaz an Dorota von Duppau, mit der Erlaubnis, inzwischen verkauftes und verpfändetes Vermögen einzuziehen. Sie forderte von Wilhelm Svitak von Landstein Potfohre und umliegende Gemeinden ein. Dieser verweigerte die Herausgabe, so dass es zu einer gerichtlichen Auseinandersetzung kam. Inzwischen starb Herr von Landstein. Als dritte Partei mischte sich Florian Griespek von Griespach, Herr auf Kaceřov ein, der sich vom König die Erlaubnis einholte, die Witwe Landsteins auszahlen zu dürfen und Potfohre als Erbvermögen zu erwerben.
Der dem Kloster Plaß gehörende Teil wurde 1607 durch Joachim Libstein von Kolowrat (Jáchym Libštejnský z Kolovrat) Teil der Herrschaft von Rabenstein (Rabštejn). Nach der Schlacht am Weißen Berg wurde sein Vermögen konfisziert und ein Drittel an Albrecht von Wallenstein übereignet. Es kam danach noch zu zahlreichen Besitzerwechseln unter den Rabensteinern, bis es 1743 der Manetiner Maximilian Wenzel Lazansky von Buggau (Maxmilian Václav Lažanský z Bukové) auf Schloss Manětín erwarb, der es bis zum Untergang der Feudalherrschaft 1848 hielt.
Der Anteil von Zderaz ging im Rahmen der kirchlichen Restitution an das Kloster in Plaß, dem es bis zur Auflösung durch Rudolf II. gehörte. Potfohre kam danach in den kirchlichen Fonds und wurde 1826 von Klemens Wenzel Lothar von Metternich erworben.
Die langjährige Teilung prägte das Gesicht des Dorfes. Jeder Teil hatte einen eigenen Schulzen, eine eigene Gastwirtschaft und einen eigenen Schmied. Diese Trennung hielt auch nach der Zusammenlegung 1849 an. Bis 1912 war es Usus, dass der Bürgermeister aus dem einen, der erste Ratsherr aus dem anderen Ortsteil stammen musste.

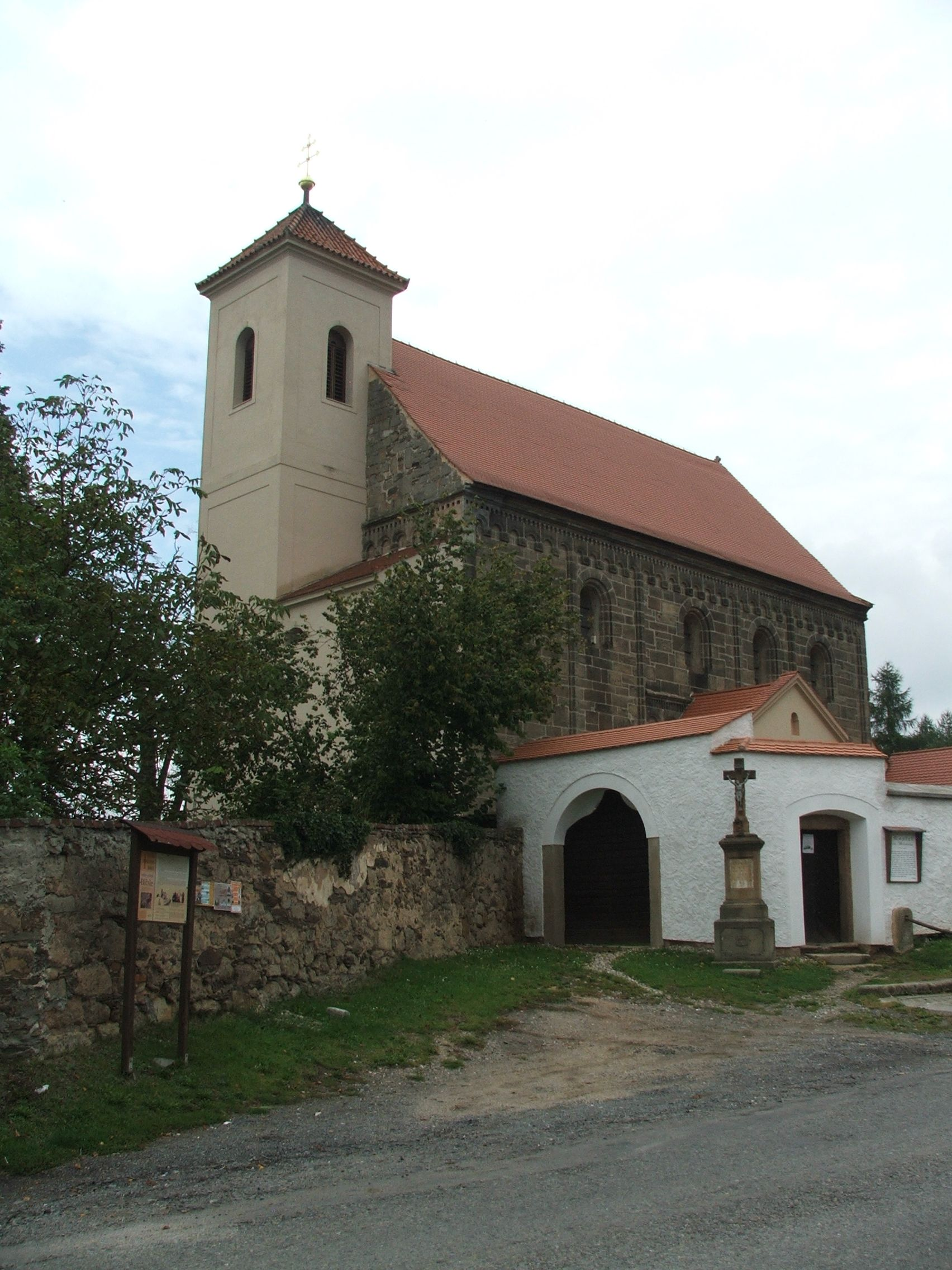
Kirche des Hl. Nikolaus

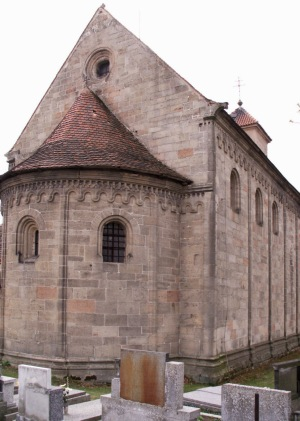
Kirche des Hl. Nikolaus

## Sehenswürdigkeiten
Spätromanische einschiffige Kirche des Hl. Nikolaus, nachgewiesen seit 1160, Anbau aus dem 18. Jahrhundert und Westturm aus dem Jahr 1825, daneben die barocke Pfarrei mit einem Mansarddach, dem Wappen des Klosters Plaß und dem des Abts Fortunát Hartmann von 1758.